# Казахское шежире
Каза́хское шежире́ (каз. шежіре от араб. شجرة‎ — «древо») — генеалогическая родословная у казахов. Как правило, представляет собой письменное или устное перечисление предков по прямой мужской линии.
Большинство казахов может восстановить 10—25 колен предков в зависимости от рода. У чингизидов и ходжа возможна родословная, содержащая более 40 колен.
Также распространён синонимический вариант шежире — Жети-Ата (букв. «семь дедов»). Считается, что знание шежире (или своих предков до седьмого колена) является обязательным для каждого казаха.

## Казахи и шежире
Отношение казахов к шежире является сакральным. Многие современные казахи пытаются восстановить свои корни и очень серьёзно изучают свою родословную. Согласно древним традициям, род у казахов передаётся через мужскую линию. Но иногда в эти записи включают и наиболее выдающихся женщин. Кроме имён эти записи содержат биографии, историю и географию наиболее значимых событий, легенды.

## Современные шежире
Массовое увлечение казахами шежире выражается в издании многотомников с перечислением всех членов определённого рода. Например, такие большие роды как Найманы, Дулаты, Аргыны, Албаны, Байулы или Алимулы могут насчитывать до одного миллиона человек только в составе казахов, не учитывая другие народности, они могут иметь несколько изменённые названия (Дулу → Дуглат → Дулат). Для сравнения численность Аргынов превышает миллион, а с учётом неказахских Аргынов составляется несколько миллионов. Книги с перечислением шежире могут составлять 3 и более томов. В классическое шежире включаются только мужчины, но в некоторых современных шежире начали включать женщин.
Список казахских шежире, выпущенных в виде книг (казах.)